# شهرستان لارنس (میزوری)

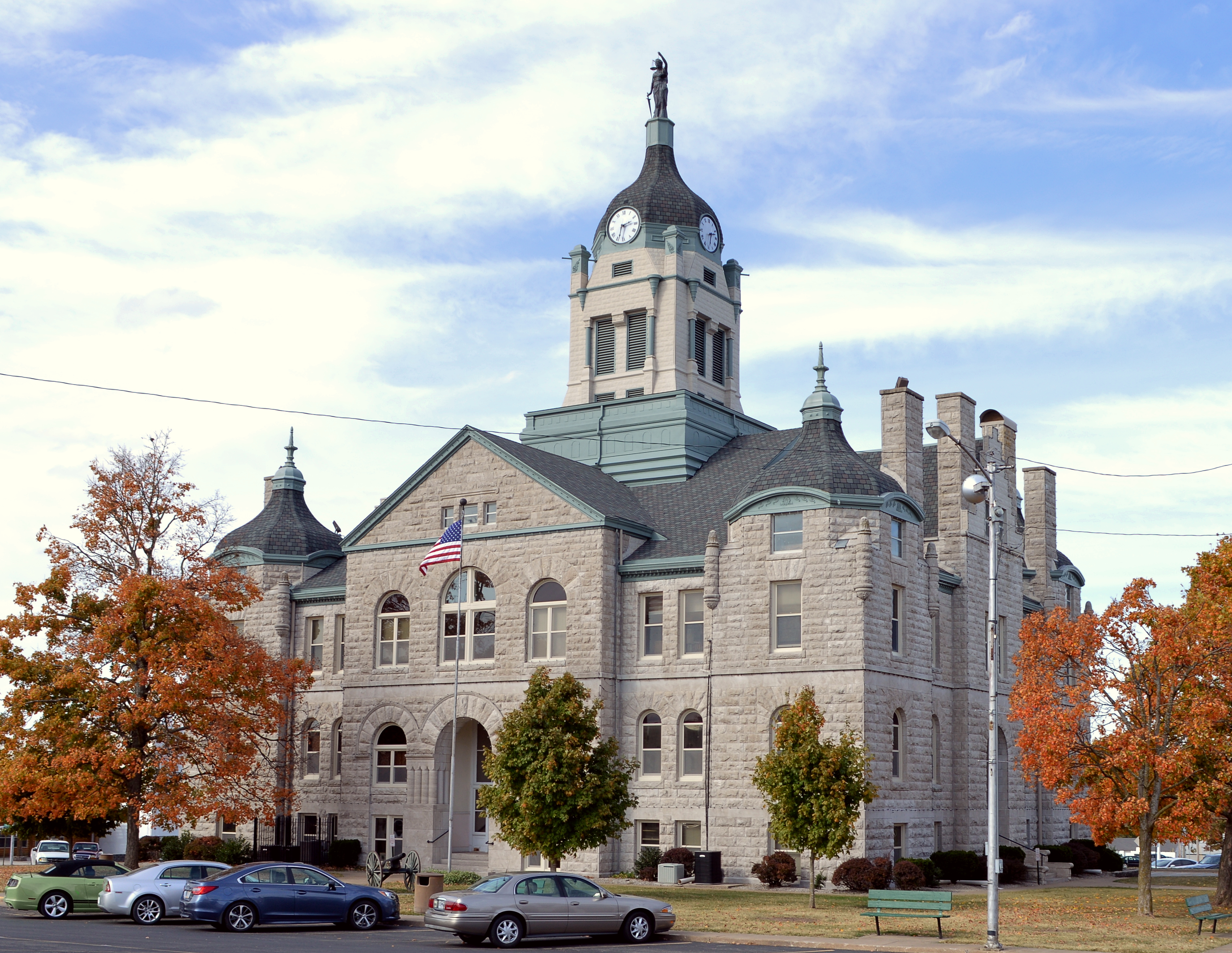
شهرستان لارنس، میزوری

شهرستان لارنس، میزوری (به انگلیسی: Lawrence County, Missouri) یک سکونتگاه مسکونی در ایالات متحده آمریکا است که در میزوری واقع شده‌است.